# Cellule souche (médecine)
Pour les articles homonymes, voir Cellule souche (homonymie).
 (mars 2013).
Les cellules souches sont des cellules indifférenciées capables de s’autorenouveler et de se différencier en cellules spécialisées. Leur potentiel de différenciation dépend de leur capacité (cellules souches unipotentes, multipotentes ou pluripotentes) et de leur origine (cellules souches fœtales, embryonnaires ou adultes). Les cellules souches ont été décrites dans les années 1960 notamment par les chercheurs James Till et Ernest McCulloch. Leur utilisation en clinique dans le cadre de la greffe de moelle osseuse a débuté avant même leur identification formelle dès les années 1950.

Cellules souches mésenchymateuses humaines

Les cellules souches possèdent un potentiel très prometteur pour de nombreuses autres applications cliniques. En particulier, les cellules souches pluripotentes pourraient être utilisées en thérapie cellulaire dans l'objectif de régénérer des tissus mais aussi en pharmacologie afin d'identifier de nouveaux médicaments. Elles font l'objet de recherches cliniques et fondamentales très actives.
Cependant, l'utilisation des cellules souches soulève divers problèmes éthiques. Par exemple, l’origine des cellules souches embryonnaires humaines suscite de vifs débats sur leur recueil qui nécessite la destruction d’embryons humains. Pour répondre à cette critique, la loi française ne permet de réaliser une recherche que sur des embryons obtenus dans le cadre d’une aide médicale à la procréation et qui ne font plus l’objet d’un projet parental. D'autre part, l'essor de leur utilisation et de leur potentiel mis en avant ces dernières années peut donner lieu à des pratiques tel que le "tourisme de cellules souches".

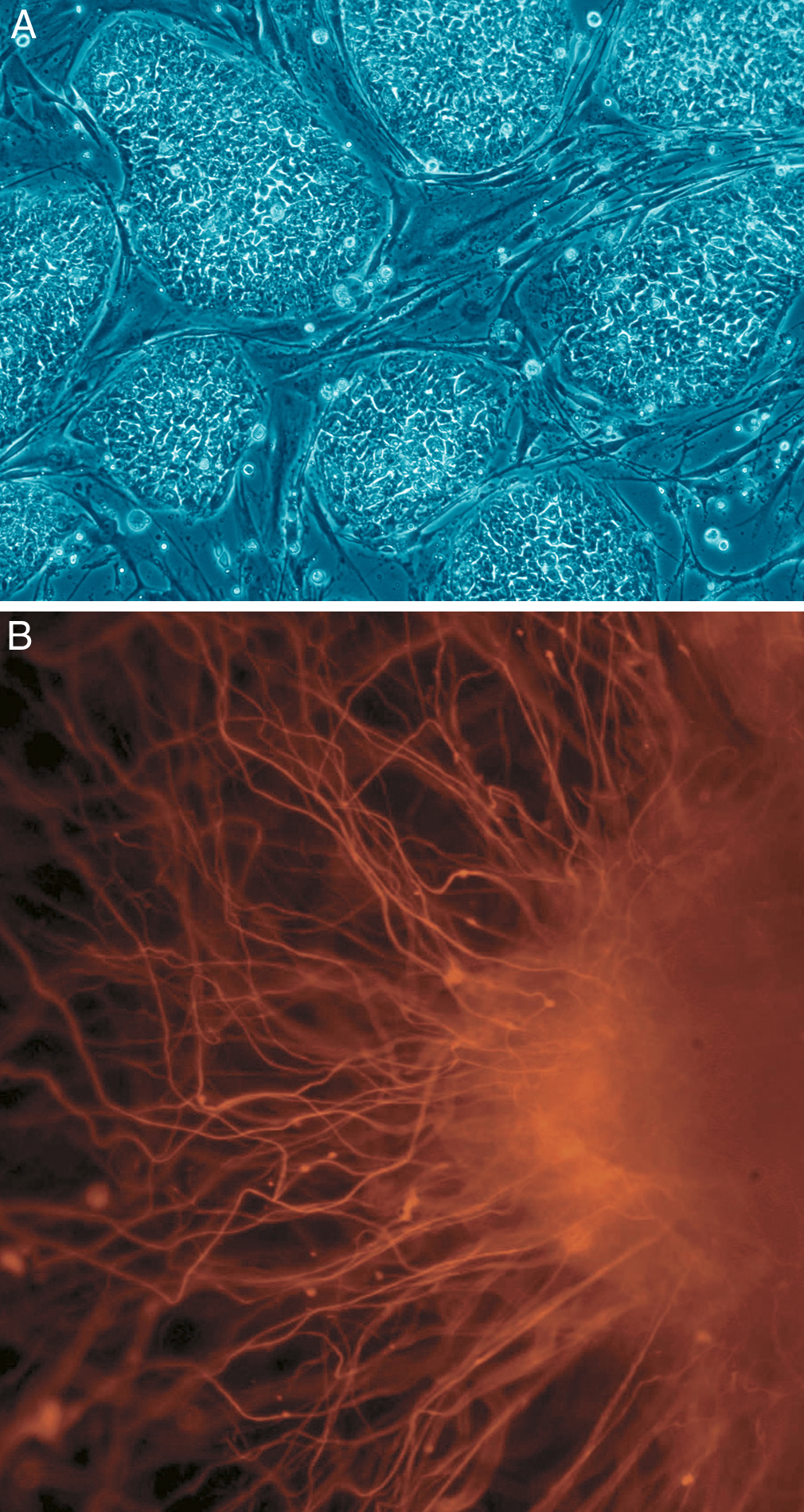
A) Cellules souches humaines indifférenciées en culture.
B) Cellules différenciées en neurones.

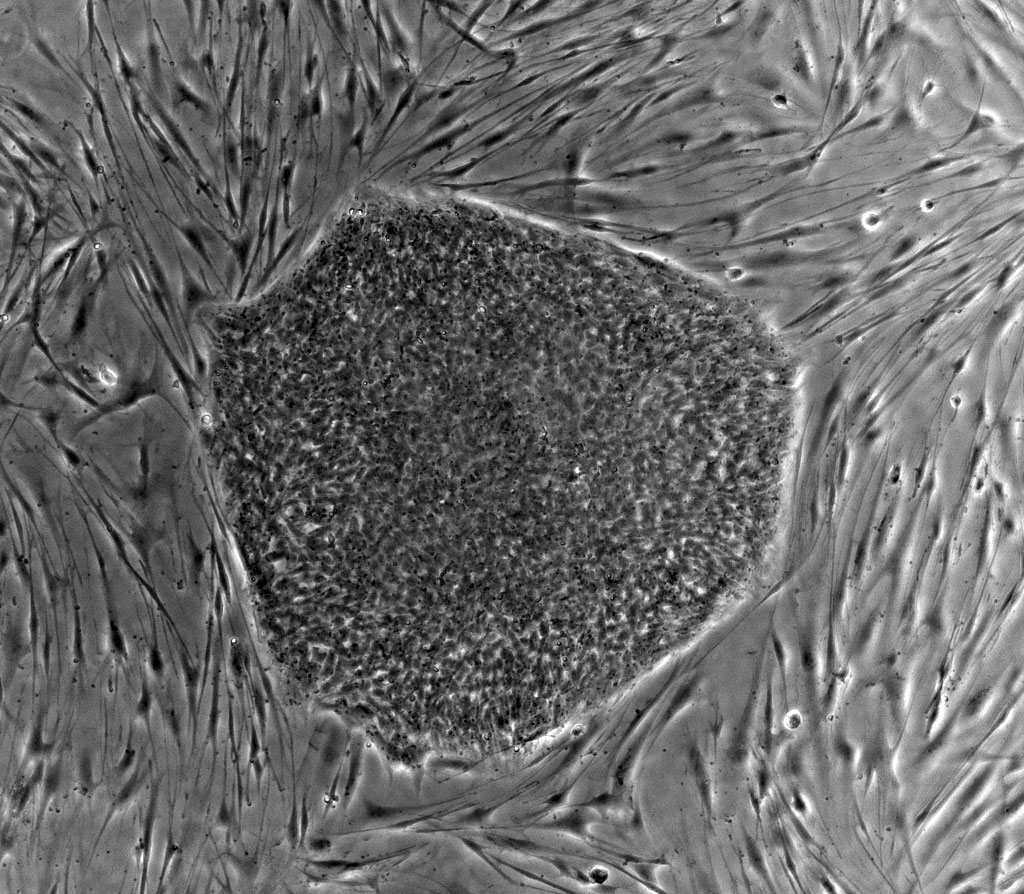
Phase de colonie de cellules souches embryonnaires humaines

On distingue plusieurs types de cellules souches selon leurs capacités de différenciation :
- les cellules souches totipotentes ; ovule fécondé ou cellules issues des premières divisions de cet œuf jusqu'au quatrième jour (morula). Ces cellules sont les seules à permettre le développement d'un individu complet à condition d'être placé in-vivo pour permettre une orientation de l'embryon impossible in-vitro. C’est seulement à ce stade que peut s'opérer un clonage reproductif (vrais jumeaux) par scission embryonnaire. Étymologiquement totipotence signifie « tout pouvoir » indiquant que théoriquement ces cellules peuvent être différenciées en tout type cellulaire de l'organisme qu'elles devaient conduire à former : cellules épithéliales, neuronales, hépatiques…
- Cellules souches mésenchymateuses humainesles cellules souches pluripotentes, dont font partie les cellules ES (embryonnaires souches) : les cellules ES ne peuvent pas produire un organisme entier, mais peuvent se différencier en cellules issues de n'importe lequel des trois feuillets embryonnaires, y compris les cellules germinales. Elles ne peuvent à elles seules aboutir à la création d’un individu complet. Elles proviennent en effet de la masse cellulaire interne du blastocyste (au stade de 64 cellules) alors que le placenta qui nourrit l’embryon et le protège de tout rejet par le système immunitaire est produit par la couche cellulaire externe (ou trophectoderme). Elles ont vocation à former tous les tissus de l'organisme. Des cellules pluripotentes peuvent être artificiellement créées à partir de cellules différenciées grâce à l'ajout de quatre facteurs de transcription, on parle de cellules souche pluripotentes induites ;
- les cellules souches multipotentes ; présentes dans l'embryon ou dans l’organisme adulte, elles sont à l’origine de plusieurs types de cellules différenciées mais conservent leur capacité à s'autorenouveler. Les cellules souches multipotentes peuvent donner naissance à plusieurs types de cellules, mais elles sont déjà engagées dans une certaine direction. On dit que ce sont des cellules déterminées. Leurs potentialités sont donc plus restreintes que celles des cellules ES. Les cellules hématopoïétiques des mammifères, par exemple, donnent des globules rouges, des plaquettes, des lymphocytes T ou B, des macrophages, mais elles ne peuvent pas donner des cellules musculaires. Un autre exemple de cellules souches multipotentes est apporté par les cellules de la crête neurale qui émigrent du tube neural au cours de l'embryogénèse et qui donnent notamment naissance aux mélanocytes, aux neurones et aux cellules gliales du système nerveux périphérique ;
- les cellules souches unipotentes ne peuvent produire qu'un seul type cellulaire (tout en s'autorenouvelant) comme la peau, foie, muqueuse intestinale, testicule. Certains organes, tels que le cœur et le pancréas, ne renferment pas de cellules souches et n’ont donc aucune possibilité de régénération en cas de lésion.

Pour illustrer leur importance, on estime qu’un corps humain normal élimine et remplace 100 milliards de globules rouges et cellules intestinales chaque jour, ou encore que 1,5 g de cellules épidermiques est remplacé quotidiennement.

## Production
Les cellules souches sont habituellement produites en petite quantité dans des laboratoires de recherche. Elles peuvent être fabriquées en grande quantité dans des bioréacteurs, depuis l'innovation de rupture de TreeFrog Therapeutics.

## Utilisations

### Cellules pluripotentes induites
En 2009, la NEDO a au Japon annoncé un programme de R&D (partenariat public/privé) de plus de 40 millions d'€ (5,5 milliards de yens) sur 5 ans, sur les « cellules souches pluripotentes induites » (iPs) humaines, avec un triple objectif.
1. développer une production efficace et sûre de cellules iPs (les méthodes actuelles génèrent un risque oncogène et les rétrovirus utilisés peuvent aussi infecter les cellules avec leur propre matériel génétique.
2. améliorer le tri et le contrôle de qualité de ces cellules et comprendre quels types de cellules iPs associer à quels besoins, pour une production plus standardisée et automatisée. Plus de 500 sortes de cellules iPs devraient dans ce cadre être comparées, entre elles et avec d'autres sortes de cellules souches.
3. doter la recherche pharmaceutique de nouvelles méthodes de criblage. Des cellules iPS seront recherchées pour produire du tissu cardiaque humain, que les toxicologues ou écotoxicologues pourront tester vis-à-vis de divers médicaments ou composés chimiques, par exemple pour anticiper d'éventuels effets secondaires sans attendre une phase de tests cliniques.

### Cellules souches multipotentes
Les cellules souches multipotentes ont trois caractéristiques :
- elles peuvent se répliquer indéfiniment en culture, tout en conservant dans des conditions appropriées, leur caractère indifférencié et multipotent
- elles sont génétiquement normales (ni mutations, ni anomalies chromosomiques)
- elles peuvent, en culture de laboratoire, à certaines conditions, se différencier en plus de 200 types de tissus (cellules nerveuses, sanguines, de cartilage, etc.)[7]

### Intérêt en recherche
- Les cellules souches, soit porteuses d’un gène défectueux, soit manipulées pour contenir des gènes responsables de maladies, offrent une alternative viable. Les scientifiques pourraient utiliser les cellules souches pour modéliser en laboratoire les mécanismes d’une maladie et ainsi mieux comprendre quel est le problème[8].
- Étude moléculaire sur l’embryon à son tout premier stade de développement.
- lignées cellulaires permettant d'étudier le processus de développement biologique dès sa phase initiale, et discerner jusqu’où remontent les défauts à l’origine d'anomalies chromosomiques comme le syndrome de Down (ou « trisomie 21 »).
- par certaines de leurs caractéristiques (vitesse de division, réactions biochimiques, expressions de gènes), elles s’apparentent de près à des cellules précancéreuses. Leur état instable est un modèle intéressant pour étudier comment une cellule peut basculer vers l’état cancéreux, en parallèle avec la recherche génomique.
- les cellules souches pluripotentes humaines pourraient aboutir au développement de médicaments stratégies thérapeutique nouvelles, et permettre de les tester ceux-ci de façon saine et sûre sur des variétés cellulaires beaucoup plus nombreuses.

## Applications thérapeutiques
Caractéristiques des cellules souches et Potentiel thérapeutique des cellules épithéliales amniotiques
Plusieurs types de cellules souches peuvent être isolés du placenta humain. Les progrès récents de la biologie des cellules souches ont révélé que les cellules épithéliales amniotiques humaines (hAEC) sont l’une des cellules souches périnatales qui possèdent une capacité de différenciation semblable à celle des cellules souches embryonnaires et des propriétés immunomodulatrices de type cellules souches adultes. Contrairement à d’autres types de cellules souches placentaires, les CSAh sont dérivées d’épiblastes pluripotents et maintiennent un potentiel de différenciation multilignée tout au long de la gestation. Semblables aux cellules souches mésenchymateuses, les hAEC sont également capables de moduler la réponse immunitaire locale. Celles-ci, et d’autres, rendent les hAEC attrayants pour la thérapie cellulaire. Cet article de synthèse résume les connaissances actuelles sur les caractéristiques des cellules souches et les propriétés immunomodulatrices des cellules épithéliales amniotiques et vise à faire progresser notre compréhension vers l’objectif du développement de nouvelles thérapies.

### Stratégies thérapeutiques à base de cellules souches pour la tendinopathie de la coiffe des rotateurs
La tendinopathie de la coiffe des rotateurs est un trouble musculo-squelettique courant qui impose un fardeau important pour la santé et l’économie. La thérapie par cellules souches a apporté l’espoir d’une guérison tendineuse chez les patients atteints d’une tendinopathie de la coiffe des rotateurs en phase terminale. Quelques Essais cliniques ont confirmé l’efficacité de la thérapie par cellules souches pour la tendinopathie de la coiffe des rotateurs, mais son application n’a pas été promue et approuvée. Il y a encore de nombreuses questions qui doivent être résolues avant d’utiliser la thérapie par cellules souches dans des applications cliniques. La source et la dose optimales de cellules souches pour la tendinopathie de la coiffe des rotateurs doivent être déterminées. Nous avons également proposé de nouvelles approches prospectives qui permettent de surmonter l’hétérogénéité des populations cellulaires et de standardiser les types de patients pour les applications de cellules souches.

### Applications en thérapie cellulaire

#### Greffe de moelle osseuse
Les cellules souches hématopoïétiques produites dans la moelle osseuse sont utilisées pour la greffe dite de moelle osseuse. Celle-ci permet de traiter certaines hémopathies malignes (leucémies, lymphomes, myélome multiple, etc.) et certaines maladies génétiques du système hématopoïétique. Les cellules souches hématopoïétiques peuvent être greffées aux patients soit par autogreffe (les cellules souches proviennent du patient lui-même) soit par allogreffe (les cellules souches proviennent d’un donneur). Elles sont prélevées dans la moelle osseuse, dans le sang adulte ou dans le sang du cordon ombilical à la naissance. La greffe de moelle osseuse a commencé à être utilisée dans les années 1950 et est devenue une pratique courante pour soigner certaines maladies du sang. A ce jour, plus d’un million de greffes de cellules souches hématopoïétiques ont été réalisées.

#### Greffe de peau
Les cellules souches kératinocytaires sont des cellules issues de l’épiderme utilisées dans le processus de greffe cutanée, par exemple dans le cas de grands brûlés. Elles sont prélevées par biopsie cutanée dans une zone saine puis amplifiées in vitro afin d’être greffées au patient. Le prélèvement se fait soit sur le patient lui-même dans ce cas-là on parlera d’autogreffe d’épiderme, soit sur un autre donneur dans ce cas ce sera une allogreffe d’épiderme.

#### Cellules souches mésenchymateuses
Les cellules souches mésenchymateuses sont des cellules multipotentes qui proviennent de la moelle osseuse, du tissu adipeux, du cordon ombilical ou encore d’autres tissus. Elles sont capables de se différencier en plusieurs types cellulaires tels que les cellules osseuses, les chondrocytes (cellules du cartilage) et cellules adipeuses. De plus, elles possèdent des propriétés immunosuppressives. Elles possèdent donc un grand intérêt en thérapie cellulaire, notamment dans la réparation tissulaire et la modulation du système immunitaire, par exemple dans certaines maladies auto-immunes.

#### Cellules souches neurales
Les cellules souches neurales sont des cellules souches multipotentes pouvant se différencier en plusieurs types cellulaire du système nerveux tels que les neurones, les astrocytes et les oligodendrocytes. Elles sont utilisées en recherche clinique dans les maladies neurodégénératives et la médecine régénérative de tissus nerveux. Elles ne sont pas utilisées à ce jour en routine hospitalière.

#### Cellules souches de la cornée
Les cellules souches du limbe de la cornée peuvent être greffés chez des patients présentant une déficience de l’épithélium cornéen. Ces cellules sont prélevées dans le limbe d’un œil sain du patient (autogreffe) ou d’un donneur (allogreffe) et sont greffées ensuite chez le patient.

#### Thérapie génique avec cellules souches dans la drépanocytose
La drépanocytose est une des maladies monogéniques les plus répandues dans le monde. Elle résulte d'une mutation ponctuelle homozygote dans le codon 6 du gène de la b-globine entraîne la synthèse d’une protéine déficiente (βs) qui se polymérise à l’état désoxygéné et transforme les érythrocytes qui prennent une forme rigide de faucille. Le traitement curatif est représenté par la greffe allogénique de cellules souches hématopoïétiques dont les résultats cliniques dépendent de la disponibilité d'un donneur familial HLA géno-identique et de l'absence de comorbidités. En l'absence d'un tel donneur, le recours à la thérapie génique offre une solution curative. La thérapie génique consiste dans la correction génétique des cellules souches du patient et de leur autogreffe pour introduire un gène sain qui code pour une forme d'hémoglobine normale. L’approche de thérapie génique développée par plusieurs équipes d’abord chez l’animal puis récemment chez l’homme apparaît donc aujourd’hui comme une alternative sérieuse pour les patients ne bénéficiant pas de donneur HLA géno-identique.

##### Cellules souches embryonnaires
Les cellules souches embryonnaires sont des cellules souches pluripotentes provenant d’un embryon au stade blastocyste. Leur capacité d’auto-renouvellement et la possibilité de produire, via une différenciation dirigée, tous les tissus humains, explique leur grand intérêt en médecine. En effet, leur étude permet de connaître les différents stades de développement de l’être humain et le développement normal ou pathologique des cellules dans l’organisme. En outre, elles permettent la modélisation et l’étude des maladies génétiques rares. Elles sont utilisées en thérapie cellulaire, dans le cadre d’essais cliniques, dans le but de régénérer un organe ou produire des substances nécessaires aux fonctions biologiques de l’organisme.

##### Les essais cliniques
Les essais cliniques impliquant  des (CSEH) en cours dans les traumatismes de la moelle épinière, des pathologies oculaires, la maladie de Parkinson, des affections cardiovasculaires et le diabète de type I . Les résultats de ces essais ne sont que partiellement publiés ; les informations complémentaires proviennent du congrès annuel de l’ISSCR (International Society for Stem Cell Research) et des industriels. Le premier essai de traitement des traumatismes de la moelle épinière date de 2010 ; il utilisait des oligodendrocytes, lesquels ont stimulé une néo vascularisation, la sécrétion de facteur de croissance neurologique et ceci en l’absence d’effets secondaires. Plusieurs essais concernent des pathologies oculaires traitées par la transplantation d’épithélium pigmentaire rétinien avec, dans une série, l’amélioration de la vision de 17 des 18 patients inclus, là aussi sans effets secondaires . Sur une autre série de patients il n’a pas été observé de phénomènes inflammatoires ou de signes de prolifération tumorale, l’amélioration de la vision étant minime . En 2013, a été débuté le premier essai de phase I pour le traitement de l’insuffisance cardiaque utilisant un patch de fibrine supportant des progéniteurs cardiaques issus de CSEH.

##### Cellules souches pluripotentes induites
Les cellules souches pluripotentes induites (iPS) sont des cellules souches pluripotentes obtenues par reprogrammation de cellules différenciées, par exemple des fibroblastes cutanés ou des cellules sanguines. Cette reprogrammation cellulaire est médiée par quatre facteurs de transcription embryonnaires : Oct4, cMyc, Klf4 et Sox2. Les iPS ont les mêmes propriétés que les cellules souches embryonnaires (autorenouvellement et pluripotence) et permettent de produire in vitro via une différenciation dirigée n’importe quel type cellulaire à partir d’un prélèvement d’un donneur sain. Elles peuvent ainsi être utilisées dans l’objectif de modéliser in vitro des tissus normaux ou pathologiques et ouvrent de nouvelles perspectives dans le domaine de la médecine régénératrice et ne posent pas le problème éthique de la destruction des embryons humains.
Les cellules souches pluripotentes sont potentiellement une source illimitée de tissus ou de cellules spécifiques. On espère ainsi pouvoir élargir le champ des interventions de la thérapie cellulaire à des maladies du type Alzheimer, Parkinson, maladies de la moelle osseuse, maladies de la rétine pouvant conduire à la cécité, crises cardiaques ou cérébrales, brûlures, diabète, ostéoarthrite ou encore arthrite rhumatoïde. 
On espère que ces cellules puissent suppléer les cellules détruites (ischémie, irradiation, autodestruction, chimiothérapie,...) ou pallier des déficits fonctionnels cellulaires (Parkinson, enzymopathies, etc.).
Les cellules souches pluripotentes induites ont permis de mettre en évidence des altérations pathologiques jusqu'alors non décrites dans le cas de la maladie de Parkinson. En effet, la découverte d'un phénotype in vitro a conduit à l'identification de son implication dans le processus pathologique in vivo.
Ces cellules pourraient également contribuer au développement du génie tissulaire. Elles ont déjà prouvé leur capacité à produire les quatre types de fibres musculaires existants et pourraient donc être implantées sur le substrat tissulaire ou sur le muscle lisse des vaisseaux sanguins du cœur.

### Applications en recherche pharmaceutique
Les cellules souches pluripotentes sont aussi utilisées dans la recherche pharmacologique. En effet, grâce à leurs propriétés d’auto-renouvellement et de prolifération, il est possible de modéliser in vitro des maladies génétiques et tester l’efficacité biologique et la toxicité de composés ayant un potentiel thérapeutique. Les différentes techniques de criblage permettent d’identifier et de sélectionner des candidats-médicaments qui seront testés a posteriori sur les cellules souches.

### Résultats obtenus
En novembre 2016 des chercheurs de Lausanne en Suisse ont montré chez la souris que l'injection de cellules souches mésenchymateuses adultes en intra-veineuse avait permis de ralentir la propagation des plaques amyloïdes typiques de la maladie d'Alzheimer. Ils ont également constaté que les cellules avaient essentiellement été actives dans le cerveau.
Le premier médicament fabriqué à base de cellules souches est approuvé en mai 2012 par les autorités canadiennes. Il s'agit du Prochymal, une préparation obtenue à partir de cellules souches adultes mésenchymateuses. Une ponction de moelle osseuse sur un adulte peut suffire à fabriquer 10 000 doses de ce médicament destiné à combattre le phénomène de rejet de greffes.
Cependant certains médicaments ont été approuvés pour ralentir la déficience cognitive et la perte neuronale dans la MA. Bien que ces médicaments puissent améliorer certains symptômes de la MA, moins de 20 % des patients atteints de la MA en bénéficieront, tandis que plus de 60 % des patients développent une tolérance et des effets secondaires (Serretti et coll., 2007; Zetterberg et Bendlin, 2021). Avec la croissance rapide des réalisations dans la recherche sur les cellules souches, la thérapie à base de cellules souches offre une nouvelle option pour le traitement de la MA.
Une revue systématique d'essais cliniques randomisés publié en 2024 soulignent la supériorité de la thérapie par cellules souches par rapport aux approches conventionnelles dans le traitement des complications de l’ulcère du pied diabétique.

## Aspects pathologiques

### Cellules souches cancéreuses
Les cellules souches ont été récemment mises en cause dans l'origine de cancers. Elles seraient les seules à avoir la possibilité de muter de manière à devenir des cellules cancéreuses, en raison du temps nécessaire à ces mutations — plusieurs années — alors que les cellules différenciées ont une espérance de vie de quelques semaines seulement. Elles seraient aussi responsables des récidives de cancers.
Dans le cas de cancers, une cellule indifférenciée est une cellule qui a perdu son caractère différencié, principalement par le dérèglement du programme génétique spécifique qu'elle avait acquis. Ainsi, une cellule nerveuse cancéreuse, par exemple, ne possède plus les caractères d'une cellule gliale. Ce phénomène s'accompagne d'une multiplication anarchique car les cellules concernées ne répondent plus aux signaux régulateurs. Il y a perte par exemple de l'inhibition de croissance par contact, un processus stoppant la prolifération d'une cellule lorsque celle-ci établit un contact avec une autre cellule.

### Altération des cellules souches
Les cellules souches sont extrêmement sensibles aux substances toxiques durant le développement et peuvent notamment être dégradées par divers polluant, dont des neurotoxiques (comme le plomb ou le méthylmercure). Par exemple, le paraquat (un herbicide très utilisé) dégrade les cellules souches du système nerveux central (cellules gliales progénitrices, qui sont à l'origine des astrocytes et des oligodendrocytes). De faibles doses suffiraient pour induire un effet dramatique.

## Éthique et droit

### Les cellules souches embryonnaires issues d’un transfert de noyau
Le transfert du noyau d’une cellule somatique dans un ovocyte énucléé permet la reprogrammation de ce noyau et la constitution d’une cellule totipotente qui reprend le processus des divisions cellulaires caractéristiques de l’embryon. Au stade blastocyste, on peut, à partir de la MCI, dériver des lignées de cellules souches ES, génétiquement identiques à la cellule donneuse de noyau. La faisabilité de cette technique semblait attestée par les travaux de l’équipe coréenne de WS Hwang (2005), mais ces résultats se sont avérés frauduleux. L’efficacité thérapeutique de cette approche a cependant été rapportée chez la souris dans 2 modèles pathologiques (voir annexe, Rideout, 2002 ; Barberi, 2003). Le principal avantage des cellules NT-ES est leur caractère autologue qui en fait des cellules souches particulièrement adaptées à la thérapie cellulaire car dénuées de risque de rejet. Parmi les inconvénients, on invoque le plus souvent les risques éthiques soulevés par la proximité technique du clonage « thérapeutique » et du clonage « reproductif » et la nécessité de disposer d’un grand nombre d’ovocytes.

### Cellules souches embryonnaires
Plusieurs problèmes éthiques sont soulevés par l’utilisation de cellules souches pour des applications médicales. Les cellules souches embryonnaires humaines sont obtenues par destruction d’un embryon humain, ce qui soulève des débats éthiques. En France, la loi de Bioéthique encadre cette pratique, et exige notamment que les embryons qui sont donnés à la recherche n’aient plus de projet parental, que les parents donnent leur accord, et que cette recherche fasse l’objet d’une autorisation délivrée par l’Agence de la Biomédecine. Les iPS sont une source alternative de cellules souches pluripotentes qui ne soulèvent pas cette question éthique.

#### France
La loi de bioéthique de 1994 a prohibé la recherche sur les embryons et les cellules-souches embryonnaires humaines. La révision de cette loi, en 2004, a abouti à proroger cette interdiction, tout en émettant une dérogation de 5 ans. L'Agence de la biomédecine a été chargée de délivrer ces dérogations dans des cas spécifiques « susceptibles de permettre des progrès thérapeutiques majeurs » et s’il n’existe pas de « méthode alternative d’efficacité comparable ». Ce régime juridique, sans équivalent dans le monde, a permis notamment un temps de réflexion afin de mieux comprendre les possibilités offertes par ce type de recherche, sans toutefois les légaliser ipso facto.
Dans le cadre de la révision des lois de bioéthique, le Conseil d'État a rendu en mai 2009 un avis préconisant l'autorisation de la recherche sur les cellules-souches embryonnaires humaines, en reconnaissant qu'elles ont « un intérêt thérapeutique, même si des alternatives prometteuses se développent »,. Si le moratoire temporaire préconisé par les normes précédentes lui paraissent « un obstacle au plan scientifique », le Conseil d'État préconise toutefois de conserver le même régime d'autorisations, en ne permettant que la recherche sur les cellules-souches provenant d'embryons surnuméraires lorsqu'« elles sont susceptibles de permettre des progrès thérapeutiques majeurs ».
Le 1er mars 2022, le ministère de l’enseignement supérieur, de la recherche et de l’innovation a publié le décret d’application de la loi bioéthique du 2 août 2021 relatif à « la recherche sur l’embryon humain, les cellules souches embryonnaires humaines (CSEh) et les cellules souches pluripotentes induites humaines (iPS) ».

#### États-Unis
Après l'Amendement Dickey de 1995, interdisant l'utilisation de fonds fédéraux pour la création d'embryons humains destinés à la recherche, le président George W. Bush a restreint sévèrement (sans l'interdire catégoriquement), via un ordre exécutif, toute recherche utilisant des cellules-souches. Cette politique a été annulée par le président Barack Obama en juillet 2009. Comme en France, les nouvelles règles établies par le National Institute of Health limitent la recherche sur les cellules-souches à celles provenant d'embryons surnuméraires issus de PMA, et pour lesquels les donneurs (non payés) ont donné leur consentement à cet usage scientifique. Cette décision a été applaudie par la bioéthicienne Alta Charo (en), l'un des soutiens majeurs de la recherche sur les cellules-souches.

### Origine des cellules souches
Une autre problématique est liée à l’origine des cellules utilisées en thérapeutique ou dans un contexte industriel pour la découverte de nouveaux médicaments : ces cellules sont obtenues à partir de donneurs volontaires, sains ou porteurs de certaines pathologies, sans contrepartie financière, mais les dérivées cellulaires de ces dons (médicaments de thérapie innovante, lignée iPS pour modéliser des tissus sains ou pathologiques) peuvent faire l’objet de revenus par l’industrie privée.

### Tourisme de cellules souches
Des spécialistes sont alarmés par l'apparition de traitements frauduleux employant des cellules souches, présentés comme étant des remèdes miracles coûteux pour une grande variété de problèmes, une pratique que Timothy Caulfield a nommée « scienceploitation ». Ces traitements sont souvent disponibles dans des cliniques profitant du laxisme réglementaires de certains pays, d'où le terme « tourisme de cellules souches »,.